# 보이지 않는 분홍 유니콘

보이지 않는 분홍 유니콘을 묘사한 그림.

보이지 않는 분홍 유니콘(Invisible Pink Unicorn, 줄여서 IPU)은 일신론을 비꼬아 만들어진 패러디 종교에서의 여신으로, 유니콘의 모습에 투명하면서도 분홍색을 띄고 있다는 모순적인 형상으로 표현한다. 보이지 않는 분홍 유니콘의 형상은 무신론자나 종교적 회의론자들에 의해 러셀의 찻주전자와 동일한 원리로 설명되고 있으며, 때때로 비슷한 목적으로 만들어진 날아다니는 스파게티 괴물과 연관지어 언급되기도 한다.
보이지 않는 분홍 유니콘은 초자연적 믿음이 보이는 독단을 비판할 때 신이라는 명칭을 대체하는 방식으로 인용된다. 분홍색과 투명함이라는 상호모순적인 특성은 보이지 않는 분홍 유니콘이 실재하지 않음을 증명할 수 없음과 연계되어, 창조설자나 일신론자들이 주장하는 바를 비꼬는 용도로 사용되곤 한다.